# Жусандойський сільський округ
Жусандо́йський сільський округ (каз. Жусандыой ауылдық округі, рос. Жусандойский сельский округ) — адміністративна одиниця у складі Каратобинського району Західноказахстанської області Казахстану. Адміністративний центр — село Жусандой.
Населення — 1049 осіб (2021; 1464 у 2009, 1825 у 1999, 1890 у 1989).
Станом на 1989 рік існувала Жусандиойська сільська рада (села Жусандиой, Ханколь).

## Склад
До складу округу входять такі населені пункти:
| Населений пункт | Старі назви | Населення, осіб (1989) | Населення, осіб (1999) | Населення, осіб (2009) | Населення, осіб (2021) |
| --------------- | ----------- | ---------------------- | ---------------------- | ---------------------- | ---------------------- |
| Жусандой, село  | Жусандиой   | 1063                   | 1049                   | 874                    | 615                    |
| Ханколь, село   | Караколь    | 827                    | 776                    | 590                    | 434                    |